# Open Building Information Exchange
Open Building Information Exchange, abgekürzt oBIX, hat die Zielsetzung,  eine herstellerneutrale Kommunikation zwischen den mechanischen und elektronischen Kontrollsystemen in Gebäuden und den Unternehmensapplikationen zu ermöglichen. 

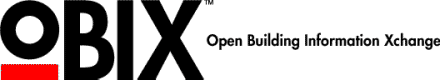
oBIX-Logo

Um diese M2M-Kommunikation (Machine to Machine, „Maschine-zu-Maschine“) zu ermöglichen, definiert oBIX eine objektorientierte Spezifikation von XML-Dateien. Diese werden mittels Web Service auf Basis der Standards HTTP und SOAP kommuniziert.

## Geschichte
Entwickelt wurde oBIX von der Organization for the Advancement of Structured Information Standards (OASIS), einer internationalen, nicht-gewinnorientierte Organisation, die sich mit der Weiterentwicklung von E-Business- und Web-Service-Standards beschäftigt.